# Imak (zegarmistrzostwo)

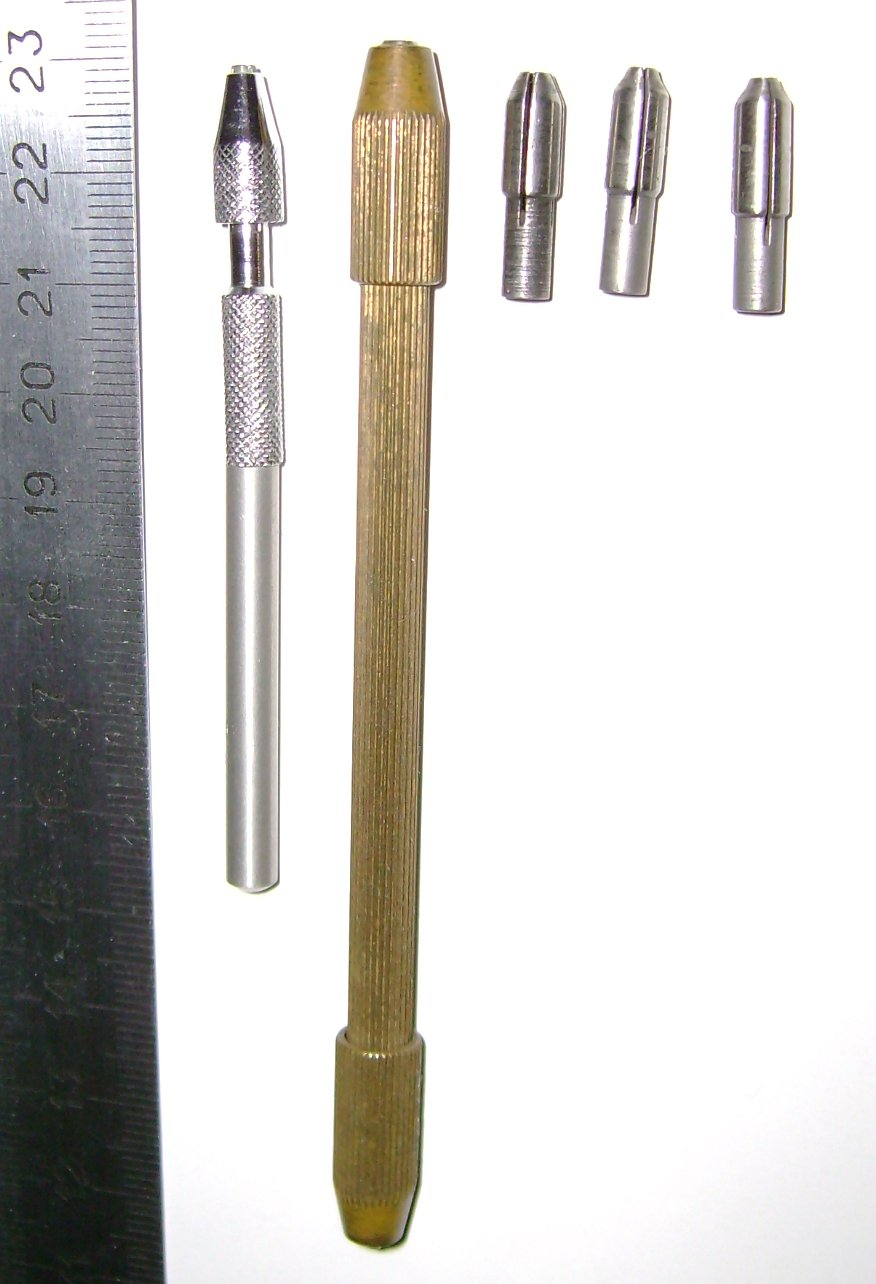
Imaki jednostronny i dwustronny oraz tulejki zaciskowe

Imak - narzędzie zegarmistrzowskie służące do przytrzymywania obrabianych części w kształcie wałków.
Imak może być jednostronny - z jednym tylko uchwytem mocującym, lub dwustronny.
Imak dwustronny przedstawiony na fotografii obok posiada wymienne tulejki zaciskowe z otworami o różnych średnicach, do mocowania wałków o różnej grubości.